# Silveira de Souza
João Paulo Silveira de Souza (Florianópolis, 27 de julho de 1933 — Florianópolis, 19 de março de 2021) foi um jornalista, tradutor e cronista brasileiro.

## Carreira
Teve várias funções: professor de matemática do Instituto Estadual de Educação e da Escola Técnica Federal de Santa Catarina, diretor da Divisão de Informação e Divulgação do Departamento de Extensão Cultural da UFSC e coordenador das Edições FCC da Fundação Catarinense de Cultura. 
Foi membro da Academia Catarinense de Letras, ocupando a cadeira 33.

## Publicações selecionadas
- O Vigia e a Cidade, 1960
- Uma Voz na Praça, 1962
- Quatro Alamedas, 1976
- Os Pequenos Desencontros, 1977
- O Cavalo em Chamas, 1981
- Canário de Assobio, 1985
- Rumor de Folhas, 1966
- Relatos Escolhidos, 1998
- Contas de Vidro, 2002
- Janela de Varrer, 2006
- Ecos no porão: contos selecionados pelo autor (2010-2011)